# Devolució de Gal·les
La devolució de Gal·les és la transferència de poders legislatius per a l'autogovern a Gal·les per part del Parlament del Regne Unit. L'actual sistema de transferència va començar després de la promulgació de la Llei del Govern de Gal·les de 1998, amb la responsabilitat de diversos poders transferits atorgats al govern gal·lès en lloc de ser responsabilitat del govern del Regne Unit.
Gal·les va ser conquerida per Anglaterra durant el segle XIII, amb les lleis de Gal·les de 1535 i 1542 aplicant la llei anglesa a Gal·les i incorporant-la a Anglaterra (perviu com a jurisdicció legal d'Anglaterra i Gal·les), i més tard a la Gran Bretanya i el Regne Unit. Un auge del nacionalisme gal·lès i dels moviments polítics que defensaven l'autonomia de Gal·les es van fer més importants a finals del segle XIX. El traspàs d'algunes responsabilitats administratives va començar a principis del segle xx, així com l'aprovació de lleis específiques de Gal·les. Des de la Segona Guerra Mundial, diversos moviments i propostes han defensat diferents models de devolució gal·lesa.
Un referèndum de 1979 va fracassar en un 79%, mentre que un referèndum de 1997 va guanyar per poc. Posteriorment es van aprovar lleis per establir l'Assemblea Nacional de Gal·les i atorgar-li poders legislatius secundaris en àrees com l'agricultura, l'educació i l'habitatge. El tercer referèndum, l'any 2011, va veure que els votants van donar suport a plens poders primaris de fer lleis per a l'assemblea nacional en àrees específiques de govern. El 2020, l'assemblea va ser rebatejada per Senedd Cymru/Parlament gal·lès (comunament conegut com Senedd), per reflectir millor els seus poders legislatius ampliats.
El Partit Laborista Gal·lès advoca per una major devolució i de vegades el federalisme, mentre que el partit nacionalista gal·lès, Plaid Cymru, ha descrit la devolució com un pas cap a la plena independència de Gal·les.

## Incorporació de Gal·les a Anglaterra
Gal·les va ser conquerida per Anglaterra durant el segle XIII i l'últim príncep natiu de Gal·les, Llywelyn the Last, va ser assassinat en una emboscada per un soldat anglès el 1282. L'Estatut de Rhuddlan de 1284 va fer que Gal·les perdés la seva independència de facto i va formar la base constitucional com a principat del Regne d'Anglaterra.
Owain Glyndŵr va restaurar breument la independència de Gal·les en un aixecament nacional que va començar el 1400. Va convocar el primer Senedd de Gal·les a Machynlleth el 1404, però els gal·lesos van ser derrotats pels anglesos el 1412. Les lleis penals contra els gal·lesos de 1401-02 aprovades pel parlament anglès van convertir els gal·lesos en ciutadans de segona classe. Amb les esperances d'independència acabades, no hi va haver més guerres o rebel·lions contra el domini anglès i les lleis van romandre als llibres d'estatuts fins al 1624.
Les lleis del Parlament anglès a Gal·les de 1535 i 1542 van aplicar la llei anglesa a Gal·les i van unir el Principat i les Marxes de Gal·les, abolint efectivament ambdues regions i incorporant Gal·les a Anglaterra. La Llei de Gal·les i Berwick de 1746 va definir "Anglaterra" per incloure Gal·les.

## Història

### Moviment de règim autònom

#### Desestabliment de l'església anglicana
La Llei de tancament dominical (Gal·les) de 1881 va ser la primera legislació que va reconèixer que Gal·les tenia un caràcter polític i jurídic separat de la resta de l'estat anglès. Aleshores, la majoria de la gent de Gal·les pertanyia a capelles inconformistes malgrat que els membres de l'Església d'Anglaterra tenien privilegis legals i socials. Per tant, la Llei de tancament dominical es va celebrar a Gal·les com un pas significatiu cap a l'establiment d'un estatus d'igualtat per a les capelles inconformistes i el desestabliment de l'església anglicana a Gal·les. L'historiador i antic productor de la BBC Wales John Trefor suggereix que l'acte "va ser una victòria, no només per a les capelles i les lligues de temprança, sinó també per a la identitat gal·lesa. Continua dient: "Hi havia la sensació que les coses es podrien fer d'una altra manera aquí. Els actes d'educació i cementiri només a Gal·les van arribar poc després, i en molts aspectes van establir el principi sobre el qual es basa la delegació i l'Assemblea Nacional."

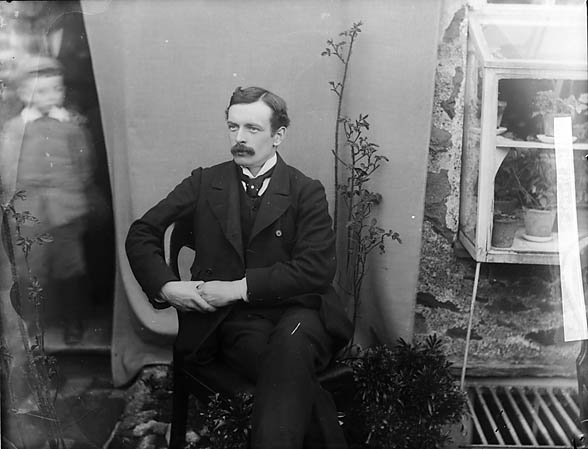
David Lloyd George

David Lloyd George, diputat de Caernarfon en aquell moment, es va dedicar a la devolució de Gal·les al començament de la seva carrera, començant per l'Església de Gal·les. Va dir el 1890; "Estic profundament impressionat amb el fet que Gal·les tingui desitjos i inspiracions pròpies que s'han ignorat durant molt de temps, però que ja no s'han de descuidar. En primer lloc, entre aquestes, hi ha la causa de la llibertat religiosa i la igualtat a Gal·les. al Parlament per part vostra, serà el meu esforç sincer treballar pel triomf d'aquesta gran causa, crec en una extensió liberal del principi de la descentralització". L'any 1895, en un Church in Wales Bill que finalment no va tenir èxit, Lloyd George va afegir una esmena en un intent discret de formar una mena d'autogovern gal·lès, un consell nacional per al nomenament dels comissaris de l'Església gal·lesa. La Llei de l'Església Gal·lesa de 1914 es va aprovar, donant a l'Església a Gal·les la llibertat de governar els seus propis assumptes. Després de ser suspesa durant la Primera Guerra Mundial, la Llei va entrar en vigor a partir de 1920.

#### Regla de casa
En resposta a la demanda irlandesa de "govern autònom", el primer ministre liberal del Regne Unit, William Gladstone va proposar dos projectes de llei sobre el govern autònom per a Irlanda el 1886 i el 1893, que tots dos van fracassar. Tot i que la idea de "govern a tot arreu" havia existit des de la dècada de 1830, la idea es va fer més popular el 1910 durant la conferència constitucional i a la vora d'una guerra irlandesa durant 1913-14.

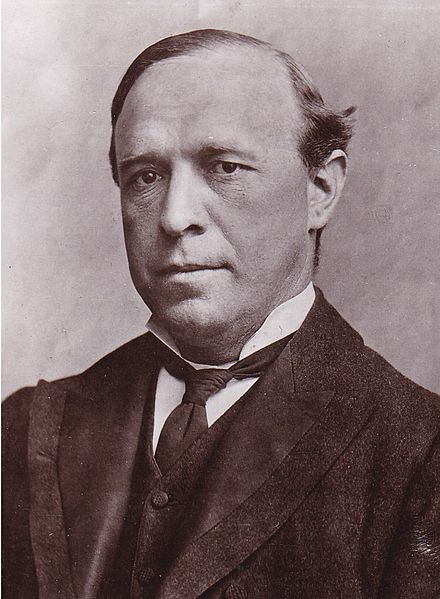
Llywelyn Williams va establir la primera sucursal de Cymru Fydd en sòl gal·lès a Barry el 1891.

Els moviments polítics de suport a l'autogovern gal·lès van començar a finals del segle XIX al costat d'un auge del nacionalisme gal·lès. El mateix any que es va proposar el primer projecte de llei per a Irlanda, es va fundar el moviment Cymru Fydd (Wales To Be/Wales Will Be) per promoure la causa de l'autonomia a Gal·les. Lloyd George va ser un dels principals líders de Cymru Fydd, que era una organització creada amb l'objectiu d'establir un govern gal·lès  i una "identitat gal·lesa més forta". Com a tal, Lloyd George va ser vist com una figura radical de la política britànica i es va associar amb el despertar del nacionalisme i la identitat gal·lesa, dient el 1880: "No és hora que Gal·les tingui els poders per gestionar els seus propis assumptes". L'historiador Emyr Price s'ha referit a ell com "el primer arquitecte de la devolució de Gal·les i el seu defensor més famós" així com "el defensor pioner d'un parlament poderós per al poble gal·lès". Les primeres societats Cymru Fydd es van establir a Liverpool i Londres el 1887 i a l'hivern de 1886–7 es van fundar les federacions liberals de Gal·les del Nord i del Sud. Lloyd George també va ser especialment actiu en intentar crear un Partit Nacional Gal·lès separat que es basava en el Partit Parlamentari Irlandès de Charles Stewart Parnell i també va treballar per unir les Federacions Liberals del Nord i del Sud de Gal·les amb Cymru Fydd per formar una Federació Nacional Liberal de Gal·les.. El moviment Cymru Fydd es va esfondrar el 1896 enmig de rivalitats personals i fractures entre representants liberals com David Alfred Thomas. L'any 1898, però, David Lloyd George va aconseguir formar el Consell Nacional Liberal de Gal·les, una organització paraigua que cobria les dues federacions.

### Legislatura delegada (1998-present)

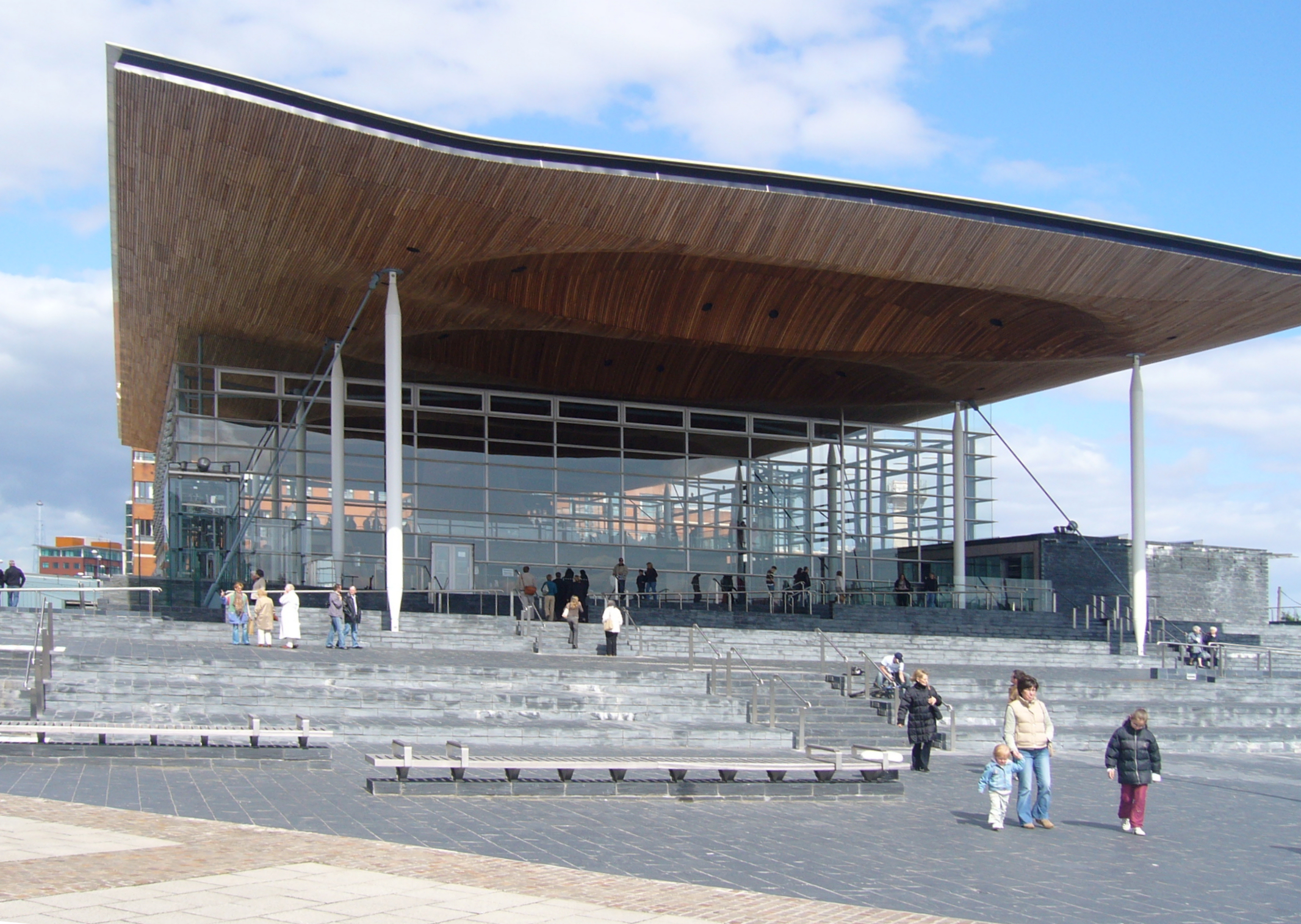
Edifici Senedd, badia de Cardiff (antiga Assemblea Nacional de Gal·les).

La Llei del Govern de Gal·les de 1998 va atorgar la formació de l'Assemblea Nacional i li va atorgar un nombre significatiu de nous poders que incloïen la majoria dels poders que abans tenia el Secretari d'Estat per a Gal·les i almenys 20 institucions nacionals, inclosa l'Educació i Aprenentatge de Gal·les, Agència de Medi Ambient de Gal·les i el Consell de la Llengua Gal·lesa. L'Assemblea Nacional de Gal·les es va formar el 1999 i el Parlament del Regne Unit es va reservar el dret de posar límits als seus poders.

## Competències actualment transferides
En resum, els poders que exerceix el Senedd són:
- Agricultura, silvicultura i pesca
- Educació
- Medi ambient
- Atenció sanitària i social
- Habitatge
- Govern local
- Autopistes i transport
- Un cert control sobre l'impost sobre la renda, l'impost de timbre i l'impost sobre els abocadors
- Llengua gal·lesa

### Llei del govern de Gal·les de 1998
La Llei del Govern de Gal·les de 1998 va permetre la creació de l'Assemblea Nacional de Gal·les (ara Senedd Cymru / Parlament de Gal·les) i també descriu els poders transferits a Senedd. Aquests poders inclouen la majoria dels poders que abans tenia el Secretari d'Estat de Gal·les i poders sobre múltiples institucions nacionals com ara:
- Consell de les Arts de Gal·les
- Educació i Aprenentatge de Gal·les
- Consell d'Edificis Històrics de Gal·les
- Consell Assessor de Biblioteques de Gal·les
- Autoritat de Qualificacions, Currículum i Avaluació de Gal·les
- Patronat de Turisme de Gal·les
- Consell Assessor de Desenvolupament Industrial de Gal·les
- Agència de Desenvolupament de Gal·les
- Junta de la Llengua Gal·lesa
- Agència de Medi Ambient de Gal·les
- Consell rural de Gal·les
- Consell de finançament de l'educació superior per a Gal·les
- Junta de monuments antics de Gal·les
- Consell Nacional d'Infermeria de Gal·les
- Visita de Llevadora i Salut
- Biblioteca Nacional de Gal·les
- Museu Nacional de Gal·les
- Reial Comissió sobre els Monuments Antics i Històrics de Gal·les
- Consell d'Esports de Gal·les i Comissió Forestal de Gal·les
- Auditor General de Gal·les[26]

## Proposta d'una major devolució
Les opcions següents han estat proposades com a canvi sistemàtic i constitucional a l'autonomia a Gal·les per la Comissió Independent sobre el Futur Constitucional de Gal·les.
1. Devolució arrelada
2. Estructures federals
3. Independència[28]

Entre les crides perquè qüestions específiques es transfereixin a Gal·les hi ha poders sobre; Radiodifusió, Crown Estate a Wales i recursos naturals, Shared Prosperity Fund, festius, fiscalitat i regulació de les empreses energètiques, autoidentificació de gènere, el sistema de justícia, infraestructura ferroviària, establiment de taxes i franges de tots els impostos sobre la renda, benestar social sistema i plena potestat fiscal.